# Frau Lenes Scheidung
Frau Lenes Scheidung ist ein deutsches Stummfilmlustspiel aus dem Jahre 1917 von Willy Grunwald, mutmaßlich seine erste Inszenierung für das neue Medium. Die Hauptrollen spielen Käthe Dorsch als die titelgebende Frau Lene und der Komiker Arnold Rieck als ihr geldgieriger Ehemann. Der Geschichte liegt der gleichnamige Roman von Ewald Gerhard Seeliger zugrunde.

## Handlung
Lene Semmelbach ist mit ihrem Gatten Fritz glücklich verheiratet. Eigentlich. Denn eines Tages kommt Fritz zu Ohren, dass sein alter Erbonkel Tillo aus Brasilien heimgekehrt ist und sich in der Naturheilanstalt Pilz niedergelassen hat. Sofort eilt der geldgierige Fritz zum Heimkehrer, um etwas über dessen Vererbungspläne zu erfahren. Tillo macht Fritz klar, dass er mit dessen als nicht standesgemäß angesehenen Ehe nicht einverstanden ist und kündigt an, ihn nur dann nach seinem Ableben mit seinen Millionen zu bedenken, wenn er sich von Lene scheiden lasse. Fritz, nicht sonderlich skrupelbehaftet, beugt sich sogleich Tillos fragwürdiger Forderung und bietet seiner Frau eine Abfindung in Höhe von 30.000 Mark an, wenn sie sich bereit erklären würde, sich ohne viel Aufhebens von ihm scheiden zu lassen. 
Lene nimmt das Angebot an und schlüpft sogleich in eine neue Rolle, die einer Amerikanerin namens Dewisen. So gewappnet und mit einer Menge Geld in der Hinterhand, zieht sie nun im Sanatorium Pilz ein und bringt den Laden ganz schön durcheinander. Als Ex-Gatte Fritz dort zu Besuch weilt, glaubt er seinen Augen nicht zu trauen, doch Lene alias Frau Dewisen behandelt ihn wie Luft und tut so, als würde sie ihn nicht kennen. Bald setzt sich Fritz dem Spott der Kurgäste aus und wird sogar vorübergehend als „verrückt geworden“ in eine Gummizelle weggesperrt. In den kommenden Tagen muss Onkel Tillo einsehen, dass er mit seiner Beurteilung Lenes falsch lag. Nun, wo dieser sie akzeptiert, sorgt Lene für die Freilassung Fritzens. Man versöhnt sich, und Onkel Tillo sichert seinem Neffen zu, ihn zu seinem Universalerben machen zu wollen.

## Produktionsnotizen
Frau Lenes Scheidung entstand Ende 1917 und wurde noch im selben Jahr oder Anfang 1918 uraufgeführt. Die Länge des Vierakters betrug 1282 Meter. Bei der Neuzensur 1922 wurde der Film nur unwesentlich gekürzt.

## Kritik
Wiens Neue Kino-Rundschau nannte den Film eine „ganz famose Komödie“ und urteilte: „Mit treffendem Witz und in jeder Beziehung geschickt verfaßt und inszeniert, wird dieser Film auch vorzüglich gespielt. (…) Käthe Dorsch ist die geborene Lustspieldiva mit ihrem entzückenden Lachen  und einschmeichelndem Charme. (…) Arnold Rieck hat hier einer seiner besten Rollen und spielt sie voll Lust und Humor. Georg Baselt als Millionenonkel bot eine meisterhafte Charakterstudie.“